# Municipio de Culver (Minnesota)
El municipio de Culver (en inglés: Culver Township) es un municipio ubicado en el condado de St. Louis en el estado estadounidense de Minnesota. En el año 2010 tenía una población de 294 habitantes y una densidad poblacional de 3,24 personas por km².

## Geografía
El municipio de Culver se encuentra ubicado en las coordenadas 46°54′37″N 92°36′00″O / 46.91028, -92.60000. Según la Oficina del Censo de los Estados Unidos, el municipio tiene una superficie total de 90.84 km², de la cual 89,6 km² corresponden a tierra firme y (1,37 %) 1,24 km² es agua.

## Demografía
Según el censo de 2010, había 294 personas residiendo en el municipio de Culver. La densidad de población era de 3,24 hab./km². De los 294 habitantes, el municipio de Culver estaba compuesto por el 93,54 % blancos, el 0,68 % eran afroamericanos, el 3,06 % eran amerindios y el 2,72 % eran de una mezcla de razas. Del total de la población el 0 % eran hispanos o latinos de cualquier raza.